# Колно
Колно (пољ. Kolno) град је у Пољској у Војводству подласком. По подацима из 2012. године број становника у месту је био 10 679.

## Становништво
| 2012.  |
| ------ |
| 10 679 |